# Jüdischer Friedhof Havelberg

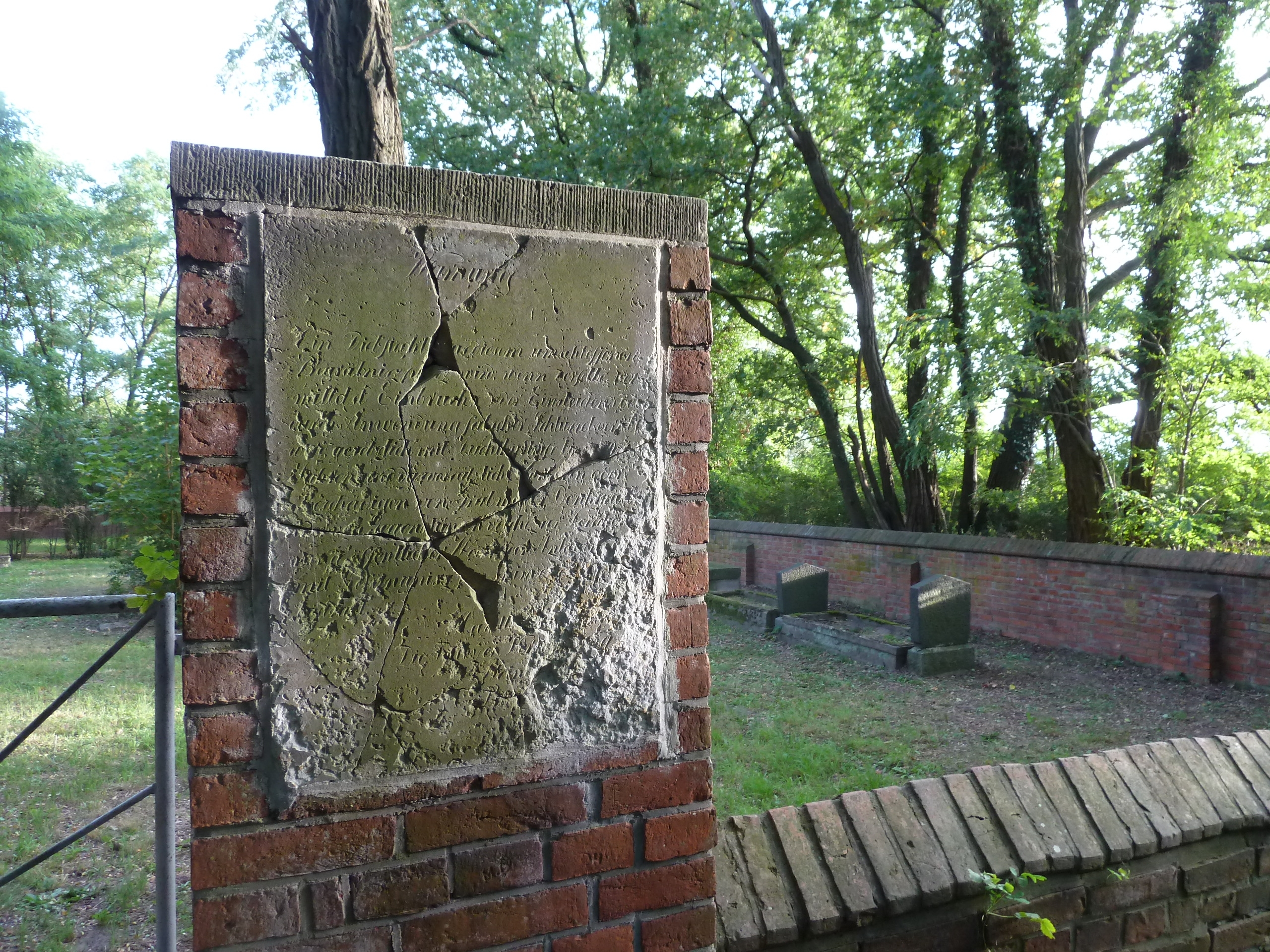
Tafel am Eingang zum jüdischen Friedhof

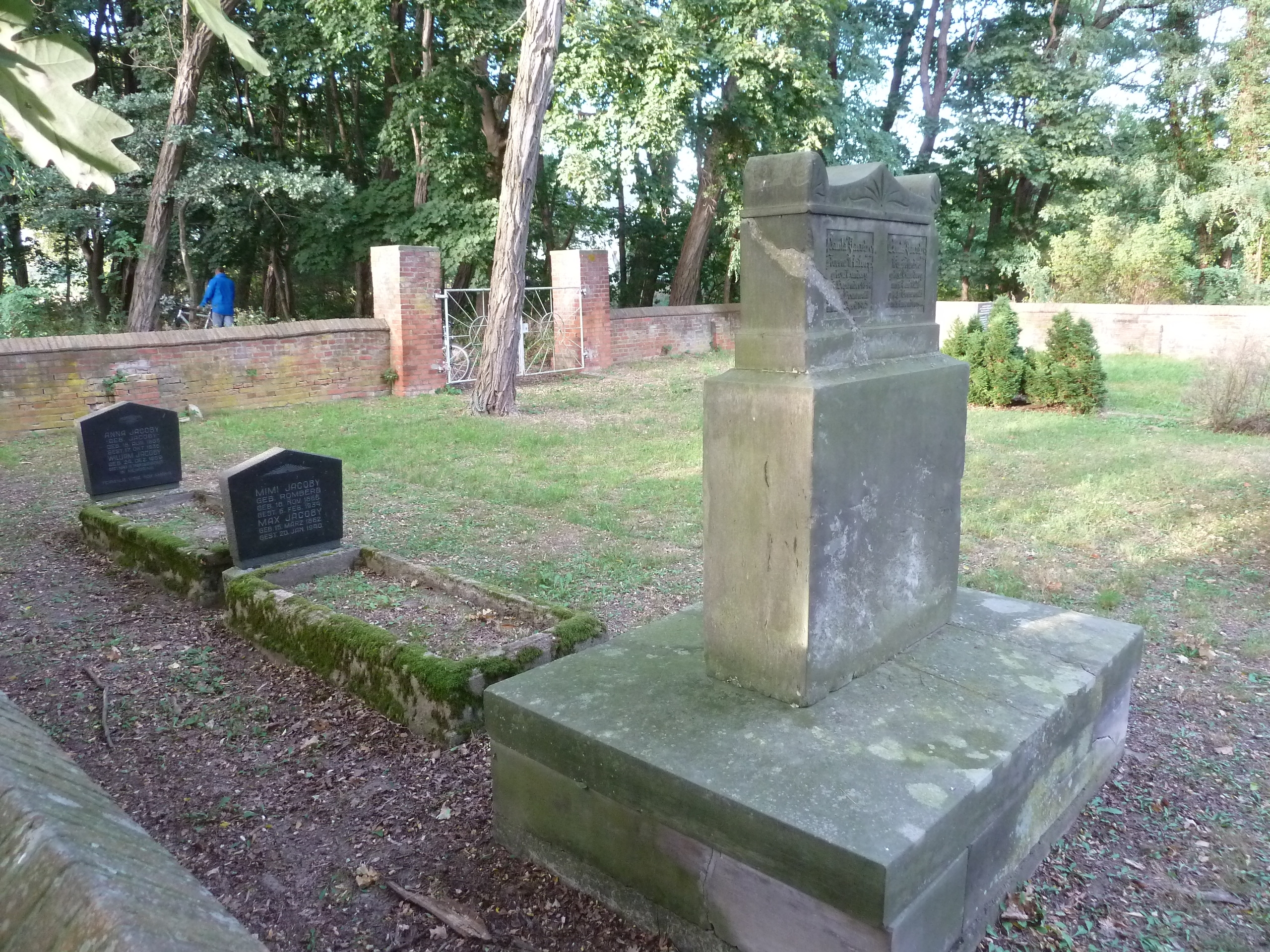
Grabstelle der Familie Jacoby, unter anderem des Kupferstechers Louis Jacoby.

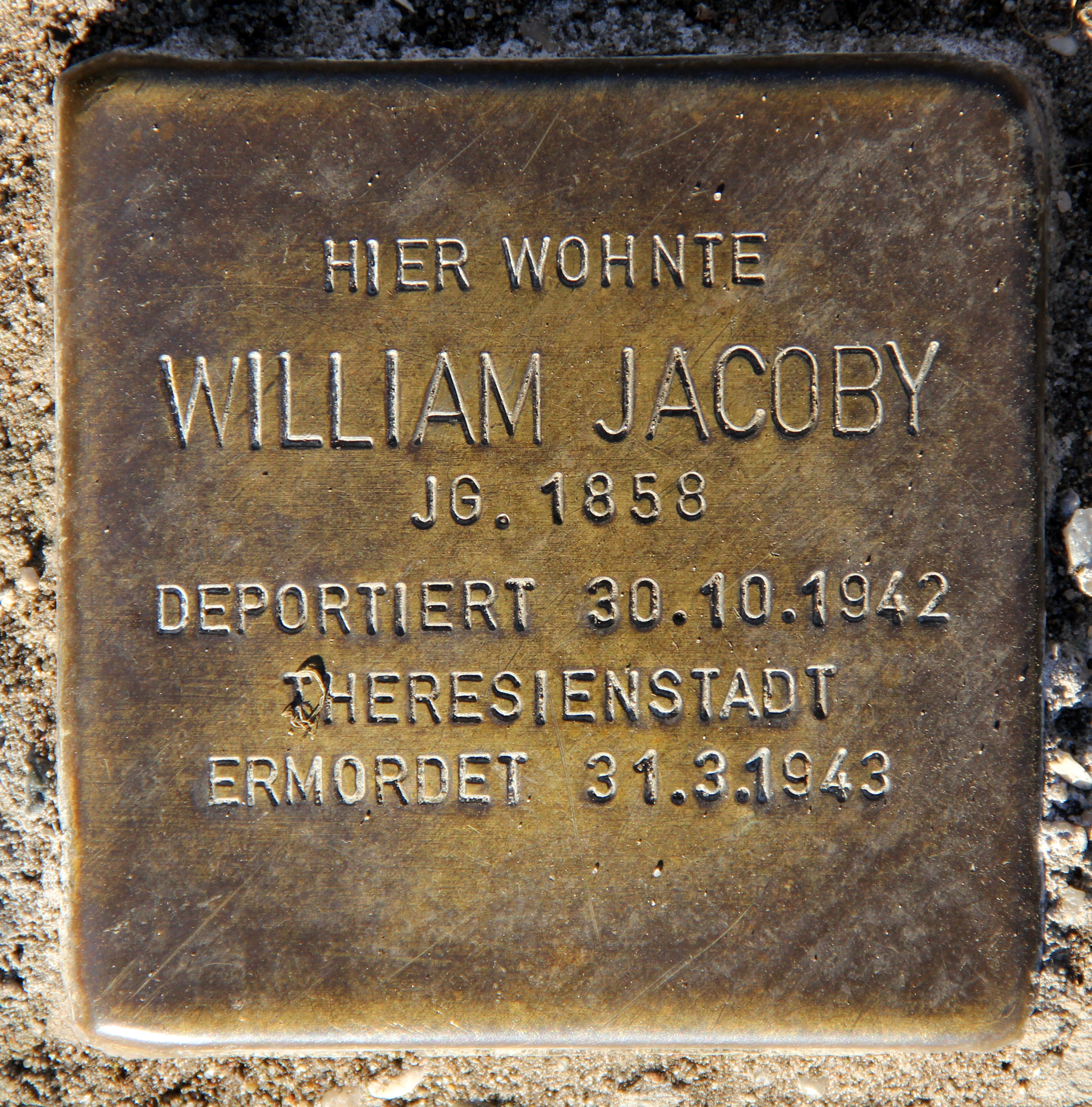
Stolperstein für William Jacoby in Berlin-Zehlendorf

Der Jüdische Friedhof Havelberg ist der Friedhof der jüdischen Gemeinde in der Stadt Havelberg in Sachsen-Anhalt. Der Friedhof liegt nordöstlich der Stadt in einem Wäldchen auf dem Weg in den Havelberger Ortsteil Müggenbusch. Das Gelände des Friedhofs der Stadt wurde erst 1894 von der Stadt erworben und der jüdischen Gemeinde zur Verfügung gestellt. Der älteste Grabstein stammt aber schon aus dem Jahr 1842.
Unter anderem liegt auf dem Friedhof der in Havelberg geborene Kupferstecher Louis Jacoby, Angehöriger einer der namhaftesten jüdischen Familien der Stadt, begraben. Er starb in Berlin, hatte jedoch den Wunsch geäußert, in Havelberg begraben zu werden. Der jüngste Grabstein des Friedhofs erinnert an William Jacoby, der 1943 im KZ Theresienstadt umkam.